# Pausanias (schrijver)

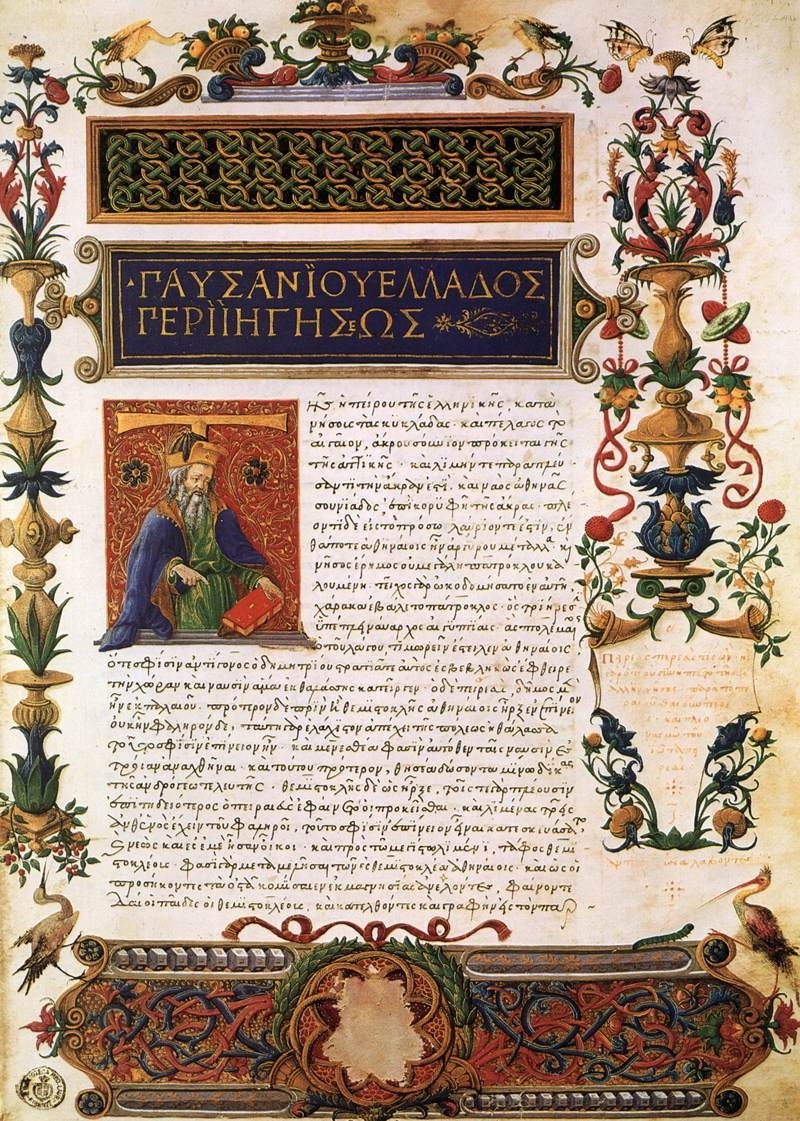
Handschrift van Pausanias' Beschrijving van Griekenland in de Biblioteca Medicea Laurenziana

Pausanias (Oudgrieks: Παυσανίας) (Lydië, ca. 115 - Rome, 180) was een vermaard Grieks periegetes, aardrijkskundige en schrijver. Hij leefde ten tijde van Hadrianus, Antoninus Pius en Marcus Aurelius.

## Biografie
Hij was waarschijnlijk een inwoner van Lydië; hij was in ieder geval vertrouwd met de westelijke kust van Klein-Azië, maar zijn reizen strekten zich ver buiten de grenzen van Ionië uit. Voordat hij Griekenland bezocht was hij reeds in Antiochië, Joppa en Jeruzalem geweest en had de rivierbanken van de Jordaan bezocht. In Egypte had hij de piramides gezien, en in Italië bezocht hij onder meer de stad Rome. Hij was een van de eersten die de ruïnes van Troje, Alexandria Troas en Mycene zag. Hij kende ook belangrijke centra van Griekenland zoals Athene, Eleusis, Epidauros en Delphi.
Hij werd beroemd door zijn Beschrijving van Griekenland (Ἑλλάδος περιήγησις), een reisgids met allerlei gegevens, gerangschikt volgens landstreek, die het Oude Griekenland beschrijft door middel van eerstehands observaties, en is een cruciale link tussen de klassieke literatuur en de moderne archeologie. De methode die hij daarbij volgt is deze: telkens schetst hij van ieder beschreven gebied de geschiedenis, de topografie, anekdoten over zeden, gebruiken en mythologie. Zijn grootste belangstelling gaat echter uit naar religieuze centra, zoals Olympia, dat bekendstond om zijn Zeustempel. Opgravingen uit later tijden hebben bewezen dat de informatie die Pausanias verstrekt betrouwbaar is.

## Werk
Zijn Beschrijving van Griekenland is geschreven in de vorm van een reis door de Peloponnesos en doet een deel van noordelijk Griekenland aan. Hij beschrijft doorlopend ceremoniële rites of bijgelovige gewoonten. Hij beschrijft regelmatig de legendes en folklore, slechts zelden laat hij iets van de omgeving zien.
Hij is het meest thuis in de beschrijving van de religieuze kunst en architectuur van Olympia en Delphi.

## Nederlandse vertalingen
Er bestaat één integrale vertaling van Pausanias uit de grondtekst, naast partiële vertalingen uit het Grieks en het Frans:
- Pausanias. Rondleiding door Griekenland, vertaald uit het Grieks door Jelle Gert-Jan Abbenes, 2012, vol. I, Attika, Argolis, Lakonië, Messenië, Elis, ISBN 9789461766366, vol. II, Elis (2), Achaia, Arkadië, Boiotië, Phokis, ISBN 9789461766373.
- Pausanias. Beschrijving van Griekenland. Gids van toen voor de toerist van nu, gedeeltelijk vertaald uit het Grieks door Peter Burgersdijk met een voorwoord van Fik Meijer, 2011, ISBN 9789025367374.
- In het voetspoor van Pausanias. Het oude Griekenland toen en nu, vertaald uit het Frans van Jacques Lacarrière door R. de Jong-Belinfante, 1980, ISBN 9789029095624.